# Taraxacum piceatum
Taraxacum piceatum — вид квіткових рослин з родини айстрових (Asteraceae). Вид зростає в Європі: Естонія, Латвія, Бельгія, Чехія, Словаччина, Данія, Фінляндія, Франція, Німеччина, Велика Британія, Нідерланди, Норвегія, Польща, Іспанія, Швеція; це багаторічна рослина помірних біомів.

## Опис
T. piceatum має білі черешки з зеленими крильцями. Приквітки щільні, розпростерті з підвернутими верхівками і насичено свинцево-пурпурові.